# نبرد خنوه
نبرد خنوه، نبردی بود که در تاریخ ۱۶ مارس ۱۵۲۷ میلادی در نزدیکی روستای خنوه در بخش باراتپور در راجستان رخ‌داد. این نبرد بین ارتش تهاجمی نخستین امپراتور گورکانی هند، ظهیرالدین محمد بابر و نیروهای راجپوت تحت فرمان رانا سانگا از میوار، پس از نخستین نبرد پانی‌پت روی‌داد. پیروزی در این نبرد، دودمان جدید تیموری هند را در هند، قدرت بخشید و مستحکم‌تر کرد.